# Tambrauw (regentschap)
Tambrauw is een regentschap in het noorden van de provincie Zuidwest-Papoea van de republiek Indonesië. Het gebied beslaat een oppervlakte van 5.179.65 km² en telde in 2010 6.145 inwoners. Het administratieve centrum is de plaats Fef.